# Havelsan
Havelsan — турецкая компания по производству электронного оборудования и программного обеспечения, работающая в оборонном и информационном секторах. Штаб-квартира находится в Анкаре, Турция, дочерние компании и офисы расположены в Турции и за рубежом. Havelsan в основном активен в областях C4ISR, морских боевых систем, приложений электронного правительства, систем разведки, информационных систем управления, систем моделирования и обучения, логистической поддержки, систем внутренней безопасности и систем управления энергопотреблением.

## История
Havelsan была основана Фондом ВВС Турции (TUAF) в 1982 году как турецкая компания под названием Havelsan-Aydin для обслуживания высокотехнологичных радаров ВВС Турции.
В 1985 году Havelsan была отделена от иностранных акционеров и зарегистрирована как национальная компания с долей 98 %, принадлежащей Фонду Вооруженных сил Турции.
В 1997 году Havelsan добавила к своим функциям систему командного управления (C4ISR), систему обучения и моделирования, а также информационные системы управления. Как «Дом информатики и систем Турции», Хавелсан занимается проектированием и планированием важнейших оборонных систем, таких как информационные системы управления, системы внутренней безопасности, системы моделирования и обучения и C4ISR.
Хотя Havelsan обычно участвовал в проектах по военному программному обеспечению, он также взял на себя ответственность за проекты электронного правительства и успешно их реализовал.
Havelsan является одним из субподрядчиков проекта Peace Eagle. Havelsan в основном отвечает за предоставление сегмента наземной поддержки, который включает обучение экипажа, планирование миссий и функции обслуживания программного обеспечения. Хавельсан намеревался стать основным субподрядчиком Boeing для итальянских и корейских проектов самолётов ДРЛО, но Boeing вышла из этого проекта в начале 2009 года. 

## Отраслевая позиция и награды
Kal-Der, Турецкая ассоциация качества, опубликовала Турецкую карту качества на 2008—2009 годы. Компания Havelsan, представленная на Национальном конгрессе качества, проходившем 12-14 ноября 2007 г., представлена на карте как первая компания оборонной промышленности.
Высший избирательный совет, Центральная система регистрации выборов с компьютерной поддержкой -SEÇSİS-, разработанная Havelsan, заняла первое место в своей категории услуг от государства к населению на 5-й церемонии награждения e-Turkey и церемонии Конгресса 22 декабря 2007 года.
По результатам первых ИТ-компаний Турции, Havelsan сохраняет лидерство в области «отраслевого программного обеспечения». Havelsan занимает 4-е место по доходу среди десяти ИТ-компаний Анкары.
Компания Havelsan заняла 225 место в исследовании «Первые 500 компаний», проведенном Стамбульской торговой палатой (ISO). В 2006 и 2007 году компания Havelsan была включена в список «Быстро развивающихся компаний в Турции» (Fast 50), согласно исследованию Deloitte за последние пять лет, и в том же исследовании — в список «Быстроразвивающиеся компании в Европе, Африке и на Ближнем Востоке» (EMEA) в 2006 г.
Награждена призом за «Коммерческий успех в новых продуктах» в конкурсе «TESİD 2006: инновации в области электронных и информационных технологий — призы за творчество». В 2006 году Информационная система земельного кадастра и кадастра (TAKBİS) была выбрана как «самый успешный проект электронного правительства в Турции» на «Конгрессе и церемонии награждения e-Tr», организованном Тусиадом и Тубисадом.
Награждена «Почетным дипломом FAI» Международной авиационной федерации (FAI) «В работе 500 крупнейших фирм-экспортеров Турции»; Объем экспорта Havelsan составляет около 30 миллионов долларов (337 место в 2006 году).
В 2004 и 2005 годах Национальная информационная система правосудия (UYAP) была выбрана как наиболее успешный проект электронного правительства в Турции на «Конгрессе и церемонии награждения e-Tr», организованном TÜSİAD и TBV.